# European Imaging and Sound Association
Pour les articles homonymes, voir Eisa.
La European Imaging and Sound Association (EISA) est une association de magazines européens consacrés au multimédia (photographie, audio, vidéo…).